# Classe Baskunchak
Le unità appartenenti alla classe Baskunchak (progetto 1545 secondo la classificazione russa) sono petroliere di piccole dimensioni per utilizzo costiero.

## Il servizio
Le classe Baskunchak sono state costruite nel cantiere navale di Kerč', oggi in Ucraina, tra il 1966 ed il 1968.
Si tratta di piccole petroliere costiere, che sono state utilizzate sia dalla Marina Russa, sia dalla Guardia di Frontiera Federale.
Oggi, in carico a quest'ultima, ne risultano due (Ivan Golubets e Soveyskiy Pogranichnik), entrambe in servizio nell'Oceano Pacifico ed utilizzate per rifornire le guarnigioni delle basi più remote.
Altre unità sono utilizzate da operatori civili.
Inoltre, al tempo della guerra fredda, probabilmente sono state largamente esportate a Paesi amici, come nel caso della Germania Est (due unità sicuramente in servizio, la C441 e la C443).